# Wahlen zum Senat der Vereinigten Staaten 1888 und 1889
Die Wahlen zum Senat der Vereinigten Staaten 1888 und 1889 zum 51. Kongress der Vereinigten Staaten fanden zu verschiedenen Zeitpunkten statt. Die Wahlen fanden parallel zur Präsidentschaftswahl 1888 statt, in der Benjamin Harrison gewählt wurde. Vor der Verabschiedung des 17. Zusatzartikels wurden die Senatoren nicht direkt gewählt, sondern von den Parlamenten der Bundesstaaten bestimmt.
Zur Wahl standen 26 Senatssitze der Klasse II, deren Inhaber 1882 und 1883 für eine Amtszeit von sechs Jahren gewählt worden oder später nachgerückt waren.
Von den 26 regulär zur Wahl stehenden Sitzen waren 13 von Demokraten, zwölf von Republikanern und einer von einem Vertreter der Readjuster Party besetzt. 20 Amtsinhaber wurden wiedergewählt (12 D, 8 R), drei weitere Sitze konnten die Republikaner halten. Die Republikaner gewannen einen Sitz der Demokraten, diese gewannen den Sitz der Readjuster. Die Republikaner verloren zeitweise einen Sitz, weil das Parlament in New Hampshire verspätet wählte. Nach Beginn des neuen Kongresses, aber vor seiner ersten regulären Sitzung, fanden die Wahlen für die jeweils zwei Sitze der neuen Bundesstaaten North Dakota, South Dakota und Washington statt, die neuen Sitze gingen alle an die Republikaner. Damit vergrößerte sich die knappe absolute Mehrheit der Republikaner, die am Ende des 50. Kongresses bei 38 gegen 37 Demokraten und einen Readjuster gelegen hatte, auf 45 Republikaner gegen 37 Demokraten.
Zu Veränderungen nach der Wahl siehe auch Liste der Mitglieder des Senats im 51. Kongress der Vereinigten Staaten.

## Ergebnisse

### Wahlen während des 50. Kongresses
Während des 50. Kongresses gab es 1888 und vor dem 4. März 1889 keine Nachwahlen zum Senat.

### Wahlen zum 51. Kongress
Die Gewinner dieser Wahlen wurden am 4. März 1889 in den Senat aufgenommen, also bei Zusammentritt des 51. Kongresses. Alle Sitze dieser Senatoren gehören zur Klasse II. Die Wahl in Virginia erfolgte vorzeitig bereits 1887 und ist hier der Vollständigkeit halber aufgeführt.
| Staat          | Amtierender Senator      | Partei       | Datum          | Ergebnis                   | Neuer Senator        |
| -------------- | ------------------------ | ------------ | -------------- | -------------------------- | -------------------- |
| Alabama        | John T. Morgan           | Demokrat     | 1888           | wiedergewählt              | John T. Morgan       |
| Arkansas       | James H. Berry           | Demokrat     | 1889           | wiedergewählt              | James H. Berry       |
| Colorado       | Thomas M. Bowen          | Republikaner | 1889           | von Republikanern gehalten | Edward O. Wolcott    |
| Delaware       | Eli M. Saulsbury         | Demokrat     | 1888 oder 1889 | Zugewinn Republikaner      | Anthony C. Higgins   |
| Georgia        | Alfred H. Colquitt       | Demokrat     | 1888           | wiedergewählt              | Alfred H. Colquitt   |
| Illinois       | Shelby M. Cullom         | Republikaner | 1888           | wiedergewählt              | Shelby M. Cullom     |
| Iowa           | James F. Wilson          | Republikaner | 25. Jan. 1888  | wiedergewählt              | James F. Wilson      |
| Kansas         | Preston B. Plumb         | Republikaner | 1888           | wiedergewählt              | Preston B. Plumb     |
| Kentucky       | James B. Beck            | Demokrat     | 1888           | wiedergewählt              | James B. Beck        |
| Louisiana      | Randall L. Gibson        | Demokrat     | 1889           | wiedergewählt              | Randall L. Gibson    |
| Maine          | William P. Frye          | Republikaner | 1889           | wiedergewählt              | William P. Frye      |
| Massachusetts  | George F. Hoar           | Republikaner | 1889           | wiedergewählt              | George F. Hoar       |
| Michigan       | Thomas W. Palmer         | Republikaner | 1889           | von Republikanern gehalten | James McMillan       |
| Minnesota      | Dwight M. Sabin          | Republikaner | 1888           | von Republikanern gehalten | William D. Washburn  |
| Mississippi    | Edward C. Walthall       | Demokrat     | 1889           | wiedergewählt              | Edward C. Walthall   |
| Nebraska       | Charles F. Manderson     | Republikaner | 1888           | wiedergewählt              | Charles F. Manderson |
| New Hampshire  | William E. Chandler      | Republikaner | 1888 oder 1889 | Verlust Republikaner       | vakant               |
| New Jersey     | John R. McPherson        | Demokrat     | 1889           | wiedergewählt              | John R. McPherson    |
| North Carolina | Matt W. Ransom           | Demokrat     | 1889           | wiedergewählt              | Matt W. Ransom       |
| Oregon         | Joseph N. Dolph          | Republikaner | 1888           | wiedergewählt              | Joseph N. Dolph      |
| Rhode Island   | Jonathan Chace           | Republikaner | 1888           | wiedergewählt              | Jonathan Chace       |
| South Carolina | Matthew Butler           | Demokrat     | 1888           | wiedergewählt              | Matthew Butler       |
| Tennessee      | Isham G. Harris          | Demokrat     | 1889           | wiedergewählt              | Isham G. Harris      |
| Texas          | Richard Coke             | Demokrat     | 1888           | wiedergewählt              | Richard Coke         |
| Virginia       | Harrison H. Riddleberger | Readjuster   | 20. Dez. 1887  | Zugewinn Demokraten        | John S. Barbour      |
| West Virginia  | John E. Kenna            | Demokrat     | 1889           | wiedergewählt              | John E. Kenna        |

- wiedergewählt: ein gewählter Amtsinhaber wurde wiedergewählt.

### Wahlen während des 51. Kongresses
Die Gewinner dieser Wahlen wurden nach dem 4. März 1889 in den Senat aufgenommen, also während des 51. Kongresses.
| Staat         | Amtierender Senator     | Partei       | Nachwahl   | Datum         | Ergebnis                   | Neuer Senator        |
| ------------- | ----------------------- | ------------ | ---------- | ------------- | -------------------------- | -------------------- |
| New Hampshire | Gilman Marston, ernannt | Republikaner | Klasse II  | 18. Juni 1889 | von Republikanern gehalten | William E. Chandler  |
| North Dakota  | neuer Staat             | neuer Staat  | Klasse I   | 25. Nov. 1889 | Zugewinn Republikaner      | Lyman R. Casey       |
| North Dakota  | neuer Staat             | neuer Staat  | Klasse III | 25. Nov. 1889 | Zugewinn Republikaner      | Gilbert A. Pierce    |
| Rhode Island  | Jonathan Chace          | Republikaner | Klasse II  | 10. Apr. 1889 | von Republikanern gehalten | Nathan F. Dixon      |
| South Dakota  | neuer Staat             | neuer Staat  | Klasse II  | 16. Okt. 1889 | Zugewinn Republikaner      | Richard F. Pettigrew |
| South Dakota  | neuer Staat             | neuer Staat  | Klasse III | 16. Okt. 1889 | Zugewinn Republikaner      | Gideon C. Moody      |
| Washington    | neuer Staat             | neuer Staat  | Klasse III | 20. Nov. 1889 | Zugewinn Republikaner      | John B. Allen        |
| Washington    | neuer Staat             | neuer Staat  | Klasse III | 20. Nov. 1889 | Zugewinn Republikaner      | Watson C. Squire     |

- ernannt: Senator wurde vom Gouverneur als Ersatz für einen ausgeschiedenen Senator ernannt, Nachwahl nötig.

## Einzelstaaten
In allen Staaten wurden die Senatoren durch die Parlamente gewählt, wie durch die Verfassung der Vereinigten Staaten vor der Verabschiedung des 17. Zusatzartikels vorgesehen. Das Wahlverfahren bestimmten die Staaten selbst, es war daher von Staat zu Staat unterschiedlich. Teilweise ergibt sich aus den Quellen nur, wer gewählt wurde, aber nicht wie.
Das Third Party System der Parteien in den Vereinigten Staaten bestand aus der Demokratischen Partei, die hauptsächlich in den Südstaaten stark war, sowie der gemäßigt abolitionistischen, im Norden verankerten Republikanischen Partei. In Virginia war einige Jahre lang die Readjuster Party dominierend.